# Saint-Cyr-du-Bailleul
Saint-Cyr-du-Bailleul – miejscowość i gmina we Francji, w regionie Normandia, w departamencie Manche.
Według danych na rok 1990 gminę zamieszkiwało 490 osób, a gęstość zaludnienia wynosiła 21 osób/km² (wśród 1815 gmin Dolnej Normandii Saint-Cyr-du-Bailleul plasuje się na 448. miejscu pod względem liczby ludności, natomiast pod względem powierzchni na miejscu 75.).